# Lijst van burgemeesters in San Marino in 2015
Deze lijst van burgemeesters in San Marino in 2015 bevat een overzicht van de burgemeesters (capitani di castello) van de 9 gemeentes in San Marino in het jaar 2015.

## Lijst van burgemeesters
| Gemeente          | Burgemeester         |
| ----------------- | -------------------- |
| Acquiviva         | Lucia Tamagnini      |
| Borgo Maggiore    | Federico Cavalli     |
| Chiesanuova       | Marino Rosti         |
| Domagnano         | Gabriel Guidi        |
| Faetano           | Fanny Gaperonii      |
| Fiorentino        | Daniela Giannonii    |
| Montegiardino     | Giacomo Rinaldi      |
| San Marino (stad) | Maria Teresa Beccari |
| Serravalle        | Vittorio Brigliadori |